# Krasznooktyabrszkij (Mariföld)
Krasznooktyabrszkij (oroszul: Краснооктябрьский) városi jellegű település Oroszországban, Mariföldön, a Medvegyevói járásban.
Lakossága: 4559 fő (a 2010. évi népszámláláskor).

## Fekvése
Joskar-Ola közelében, Medvegyevo járási székhelytől kb. 10 km-re északnyugatra fekszik. Mellette vezet a Joskar-Olát Mariföld nyugati részével összekötő országút. Vasútállomás (Nolka) a Zelenodolszk–Joskar-Ola–Tabasino–Jaranszk vasútvonalon.

## Története
A mai település helyén 1931-ben fakitermelő munkások barakkjai álltak, akik erdőirtáson és a vasútállomás építésén is dolgoztak. Településüket Mitykinónak nevezték. Az állomás fából készült épületét 1946-ban adták át rendeltetésének, helyette az 1990-es évek közepén téglaépületet emeltek.
A világháború idején, 1941 őszén a német támadás miatt Mozsajszkból ide telepítettek (evakuáltak) egy katonai bázist, mellette 1943-ban német hadifogolytábor létesült. Német hadifoglyok építették többek között a helyi klub és az iskola faépületét. A településtől egy kilométerre fekszik a német katonai temető. 

## Gazdasága
1972-ben fémárugyárat alapítottak, melynek fő termelő és igazgatási egységei csak 10 évvel később készültek el. A nagy adósságot felhalmozó vállalat a privatizáció idején az igazgató tulajdonába került. A településen 1973-ban baromfitenyésztő telep épült, mely a 21. század elejére korszerűnek tartott brojlercsirke tenyésztő és feldolgozó üzemmé növekedett. 
A katonai bázis napjainkban is létezik. Erre egy 2014 nyarán történt baleset hívta fel a figyelmet.